# Ламперт од Херсфелда
Ламперт од Херсефелда (око 1024 – након 1081) је био немачки средњовековни историчар. 

## Биографија
О Лампертовом животу не зна се много. Рођен је пре 1028. године у Франконији или Тирингији у добростојећој породици. Школовао се у манастирској школи у Бамбергу. Један од предавача био му је Анон, будући архиепископ Келна (1056 – 1075). Замонашио се 15. марта 1058. године у бенедиктанском манастиру у Херсфелду. Исте године, 16. септембра, добио је презвитерско рукоположење. Одмах након хиротоније отишао је на ходочашће у Јерусалим са кога се вратио у октобру следеће године. После повратка је започео са писањем дела „Житије Лулово“ (Vita Lulli). Главно Лампертово дело су „Анали“. Настало је 1078. године. Представља историју царства од Ноја до 1077. године. Године 1077. Ламперт напушта Херсфилд и иде у Хазунген код данашњег Циренберга. Довршио је изградњу овог манастира 1081. године и постао је његов први опат. Убрзо је умро. 